# Józef Świeżyński
Józef Świeżyński (ur. 19 kwietnia 1868 we Wlonicach, zm. 12 lutego 1948 w Sandomierzu) – ziemianin, polityk, lekarz, Prezydent Ministrów Królestwa Polskiego.

## Życiorys
Syn ziemianina Władysława Gerarda Świeżyńskiego i Heleny z Jaxa-Konarskich. Uczęszczał do gimnazjum w Radomiu, a następnie podjął studia medyczne na Cesarskim Uniwersytecie Warszawskim. W 1893 r. po ukończeniu studiów medycznych wyjechał do Niemiec, gdzie pracował i doskonalił umiejętności w placówkach medycznych w Berlinie i Gießen; w tym samym roku poślubił Wandę Kiniorską. Po powrocie do Polski kontynuował karierę medyczną w Warszawie, jednak z uwagi na zły stan zdrowia żony w 1896 r. przeprowadził się do Jeleniowa, gdzie zamieszkał w majątku Kiniorskich. W 1908 r. zakupił majątek w Sadłowicach, w związku z wyborem do Dumy Państwowej Imperium Rosyjskiego dzieląc czas między Sadłowicami a Petersburgiem. Zarówno w Jeleniowie, jak i w Sadłowicach prowadził Świeżyński działalność społeczną.
Po wybuchu I wojny światowej zaangażował się w działalność Komitetu Pomocy biskupa Adama Stefana Sapiehy. W 1919 r. został prezesem Polskiej Macierzy Szkolnej; funkcję tę pełnił do 1933 r.
Podczas II wojny światowej prowadził ograniczoną (z uwagi na stan zdrowia) działalność konspiracyjną. W 1944 r. opuścił Sadłowice i zamieszkał w Sandomierzu, gdzie zmarł w 1948 r. Pochowany został na cmentarzu w Malicach Kościelnych.

## Działalność polityczna
Polityką Świeżyński zainteresował się na studiach, podczas których działał w konspiracyjnym Związku Młodzieży Polskiej „Zet”. W 1893 r. wstąpił do Ligi Narodowej. W latach 1906–1915 trzykrotnie wybierany był do Dumy Państwowej (Pierwszej, Trzeciej i Czwartej) z guberni radomskiej. W latach 1915–1918 był prezesem Międzypartyjnego Koła Politycznego. W kwietniu 1918 roku został wybrany członkiem Rady Stanu Królestwa Polskiego.
23 października 1918 r. Józef Świeżyński powołany został na premiera rządu (Ministra Prezydenta według ówczesnego nazewnictwa) przez Radę Regencyjną. W krótkim okresie urzędowania podjął działania zmierzające do utrwalenia ogłoszonej 7 października niepodległości, m.in. uczestniczył w organizacji sił zbrojnych. Bezskutecznie zabiegał o uwolnienie Józefa Piłsudskiego, któremu chciał powierzyć stanowisko ministra spraw wojskowych. Gabinet Świeżyńskiego od początku miał niewielkie poparcie, nawet wśród działaczy Ligi Narodowej, z których część sprzeciwiała się objęciu przez Świeżyńskiego stanowiska premiera. Rząd popadł także w konflikt z Radą Regencyjną i lewicą. Dążąc do uzyskania szerszego poparcia wydał w dniu 3 listopada odezwę, w której odciął się od Rady Regencyjnej i zapowiedział powołanie „rządu narodowego”. Próba przejęcia władzy zakończyła się całkowitym niepowodzeniem i dymisją rządu.
Józef Świeżyński brał jeszcze udział w pracach nad projektem Konstytucji marcowej, by następnie całkowicie wycofać się z polityki. W maju 1931 został wyróżniony godnością członka honorowego Towarzystwo Szkoły Ludowej.

## Ordery i odznaczenia
- Krzyż Komandorski z Gwiazdą Orderu Odrodzenia Polski (30 kwietnia 1925)[11][4]